# Eric Paschall
Eric Luther Paschall , né le 4 novembre 1996 à Sleepy Hollow dans l'État de New York, est un joueur américain de basket-ball évoluant au poste d'ailier fort et mesurant 1,98 m.

## Biographie

### Enfance et carrière au lycée
Paschall est né à North Tarrytown dans l'État de New York, fils de Juan Eric Paschall et Cecelia Brooks-Paschall. Ses frères et sœurs sont Ellen, Eudora et Tia. En grandissant, Paschall a joué au basket-ball avec Donovan Mitchell avec qui il re-jouera dans le futur au Jazz de l'Utah en NBA. Paschall a commencé à jouer au basket-ball à l'âge de 12 ans. Il a fréquenté le lycée Dobbs Ferry et a récolté en moyenne vingt points et neuf rebonds par match en deuxième année. En tant que junior, Paschall a été nommé joueur de l'année de la classe B de l'État et M. Basketball du Comté de Westchester. Il a récolté en moyenne 26,0 points, 11,2 rebonds et 2,5 passes décisives par match pour mener les Eagles à la finale de la section 1. Paschall a été ensuite transféré à l'école St. Thomas Moreen en tant que senior, où il a aidé l'équipe à se qualifier pour le match de championnat national de préparation à l'école. Paschall a été nommé Joueur de l'année NEPSAC AAA. 

### Carrière universitaire
En 2014, Paschall s'est engagé à jouer pour les Rams de Fordham. Il a fait ses débuts avec 31 points et dix rebonds contre New York Tech, établissant un record pour un étudiant de première année dans son match d'ouverture. En tant que recrue, il a été nommé deux fois rookie de la semaine de l'Atlantic 10 Conference. Il a raté quatre matchs en raison d'une blessure à la jambe. Paschall a obtenu en moyenne 15,9 points et 5,5 rebonds par match et a été nommé recrue de l'année de l'Atlantic 10 Conference. Après la saison, Paschall a opté pour un transfert à Villanova après le licenciement de l'entraîneur Tom Pecora. Il porte le redshirt l'année où les Wildcats de Villanova remportent le titre universitaire. 
En deuxième année, Paschall tourne en moyenne à 7,2 points et 3,8 rebonds par match. Il a enregistré son record de saison avec 19 points pour pousser les Wildcats à gagner contre Bluejays de Creighton 79 à 63 le 25 février 2017. En quart de finale de la Big East, il marque 17 points et prend cinq rebonds dans une victoire 108 à 67 contre les Red Storm de Saint John. 
Paschall a raté deux matchs en février 2018 a cause d'une commotion cérébrale. Il était en moyenne à 10,3 points, 5,0 rebonds et 2,3 passes décisives par match en tant que junior. Dans le Sweet Sixteen du tournoi NCAA 2018, il marque 14 points lors de la victoire des Wildcats face aux Mountaineers de la Virginie-Occidentale. Lors de la finale régionale, Paschall marque 12 points et prend 14 rebonds dans une victoire 71 à 59 contre Texas Tech. Il réalise l'un de ses meilleurs matchs dans le Final Four, en marquant 24 points à 10 sur 11 au tir pour aider les Wildcats à battre les Jayhawks du Kansas sur le score de 95 à 79. Il remporte le titre avec cette les Wildcats cette année-là, avec leur victoire sur Michigan en finale universitaire. 
En tant que sénior, Paschall tourne en moyenne à 16,5 points et 6,2 rebonds par match. Il est nommé dans la First Team All-Big East. 

### Carrière professionnelle

#### Warriors de Golden State (2019-2021)
Le 20 juin 2019, Paschall est sélectionné en 41e position de la Draft 2019 par les Warriors de Golden State. Le 8 juillet 2019, il signe un contrat de trois ans avec les Warriors. Le 24 octobre, Paschall a fait ses débuts en NBA, sortant du banc dans une défaite de 141-122 contre les Clippers de Los Angeles avec 14 points, quatre rebonds, trois passes décisives et deux interceptions. Le 30 octobre, il a marqué 20 points dans une défaite 121–110 face aux Suns de Phoenix avec trois rebonds, deux contres et une interception. Le 2 novembre, Paschall a marqué 25 points dans une défaite 93–87 face aux Hornets de Charlotte. Le 4 novembre, le jour de son anniversaire, il a réalisé un record en carrière avec 34 points et 13 rebonds dans une victoire 127 à 118 contre les Trail Blazers de Portland.

#### Jazz de l'Utah (2021-2022)
En août 2021, Eric Paschall est échangé au Jazz de l'Utah contre un futur second tour de draft, il y retrouve son ami d'enfance Donovan Mitchell,.
Agent libre à l'été 2022, il signe un contrat two-way avec les Timberwolves du Minnesota. Il est coupé le 19 octobre 2022,.

## Palmarès
- Champion NCAA en 2018
- NBA All-Rookie First Team en 2020.

## Statistiques

### Universitaires
| Saison    | Équipe    | Matchs | Titul. | Min./m | % Tir | % 3pts | % LF | Rbds/m. | Pass/m. | Int/m. | Ctr/m. | Pts/m. |
| --------- | --------- | ------ | ------ | ------ | ----- | ------ | ---- | ------- | ------- | ------ | ------ | ------ |
| 2014-2015 | Fordham   | 27     | 27     | 31,2   | 41,9  | 31,5   | 79,4 | 5,48    | 1,00    | 0,78   | 0,44   | 15,93  |
| 2016-2017 | Villanova | 36     | 8      | 21,7   | 51,3  | 27,9   | 69,5 | 3,75    | 0,61    | 0,53   | 0,50   | 7,22   |
| 2017-2018 | Villanova | 38     | 38     | 29,8   | 53,3  | 35,6   | 81,2 | 5,26    | 2,18    | 0,92   | 0,63   | 10,58  |
| 2018-2019 | Villanova | 36     | 36     | 36,1   | 44,7  | 34,8   | 74,6 | 6,14    | 2,14    | 0,72   | 0,47   | 16,53  |
| Total     | Total     | 137    | 109    | 29,6   | 46,8  | 33,1   | 76,5 | 5,14    | 1,53    | 0,74   | 0,52   | 12,31  |

### Professionnelles

#### Saison régulière
| Saison    | Équipe       | Matchs | Titul. | Min./m | % Tir | % 3pts | % LF | Rbds/m. | Pass/m. | Int/m. | Ctr/m. | Pts/m. |
| --------- | ------------ | ------ | ------ | ------ | ----- | ------ | ---- | ------- | ------- | ------ | ------ | ------ |
| 2019-2020 | Golden State | 60     | 26     | 27,6   | 49,7  | 28,7   | 77,4 | 4,58    | 2,12    | 0,53   | 0,22   | 13,95  |
| 2020-2021 | Golden State | 40     | 2      | 17,4   | 49,7  | 33,3   | 71,3 | 3,20    | 1,30    | 0,30   | 0,20   | 9,50   |
| 2021-2022 | Utah         | 58     | 3      | 19,5   | 48,5  | 37,0   | 76,7 | 1,80    | 0,60    | 0,20   | 0,10   | 5,80   |
| Total     | Total        | 158    | 31     | 19,5   | 49,4  | 32,6   | 75,8 | 3,20    | 1,40    | 0,30   | 0,20   | 9,80   |

Mise à jour le 12 avril 2022

#### Playoffs
| Saison | Équipe | Matchs | Titul. | Min./m | % Tir | % 3pts | % LF  | Rbds/m. | Pass/m. | Int/m. | Ctr/m. | Pts/m. |
| ------ | ------ | ------ | ------ | ------ | ----- | ------ | ----- | ------- | ------- | ------ | ------ | ------ |
| 2022   | Utah   | 4      | 0      | 6,0    | 50,0  | 50,0   | 100,0 | 1,30    | 0,00    | 0,30   | 0,00   | 2,00   |
| Total  | Total  | 4      | 0      | 6,0    | 50,0  | 50,0   | 100,0 | 1,30    | 0,00    | 0,30   | 0,00   | 2,00   |

Mise à jour le 30 avril 2022

## Records sur une rencontre en NBA
Les records personnels d'Eric Paschall en NBA sont les suivants, :
| Type de statistique        | Saison régulière | Saison régulière            | Saison régulière | Playoffs | Playoffs              | Playoffs      |
| Type de statistique        | Record           | Adversaire                  | Date             | Record   | Adversaire            | Date          |
| -------------------------- | ---------------- | --------------------------- | ---------------- | -------- | --------------------- | ------------- |
| Points                     | 34               | Trail Blazers de Portland   | 4 novembre 2019  | 6        | Mavericks de Dallas   | 21 avril 2022 |
| Paniers marqués            | 11               | 2 fois                      | 2 fois           | 2        | Mavericks de Dallas   | 21 avril 2022 |
| Paniers tentés             | 21               | 2 fois                      | 2 fois           | 3        | Mavericks de Dallas   | 21 avril 2022 |
| Paniers à 3 points réussis | 4                | Trail Blazers de Portland   | 4 novembre 2019  | 1        | Mavericks de Dallas   | 21 avril 2022 |
| Paniers à 3 points tentés  | 7                | @ Raptors de Toronto        | 7 janvier 2022   | 2        | Mavericks de Dallas   | 21 avril 2022 |
| Lancers francs réussis     | 8                | 4 fois                      | 4 fois           | 1        | Mavericks de Dallas   | 21 avril 2022 |
| Lancers francs tentés      | 10               | 3 fois                      | 3 fois           | 1        | Mavericks de Dallas   | 21 avril 2022 |
| Rebonds offensifs          | 5                | 2 fois                      | 2 fois           | 1        | Mavericks de Dallas   | 28 avril 2022 |
| Rebonds défensifs          | 10               | Trail Blazers de Portland   | 4 novembre 2019  | 2        | @ Mavericks de Dallas | 25 avril 2022 |
| Rebonds totaux             | 13               | 2 fois                      | 2 fois           | 2        | @ Mavericks de Dallas | 25 avril 2022 |
| Passes décisives           | 8                | Raptors de Toronto          | 5 mars 2020      | -        | -                     | -             |
| Interceptions              | 5                | @ Grizzlies de Memphis      | 12 janvier 2020  | 1        | Mavericks de Dallas   | 28 avril 2022 |
| Contres                    | 2                | 2 fois                      | 2 fois           | -        | -                     | -             |
| Balles perdues             | 5                | 2 fois                      | 2 fois           | -        | -                     | -             |
| Minutes jouées             | 42               | @ Trail Blazers de Portland | 20 janvier 2020  | 10       | Mavericks de Dallas   | 21 avril 2022 |

- Double-double : 4
- Triple-double : 0

Dernière mise à jour : 16 juillet 2022